# Copa del Rey de fútbol 1908
La Copa del Rey de 1908 fue la sexta edición del Campeonato de España de fútbol. Se disputó en abril de 1908 en Madrid bajo la organización del Madrid Football Club, quien se proclamó campeón encadenando así su cuarto título consecutivo, un récord que todavía sigue vigente actualmente, sólo igualado por el Athletic 25 años después y por el Barcelona en 2018.

## Una yerma edición

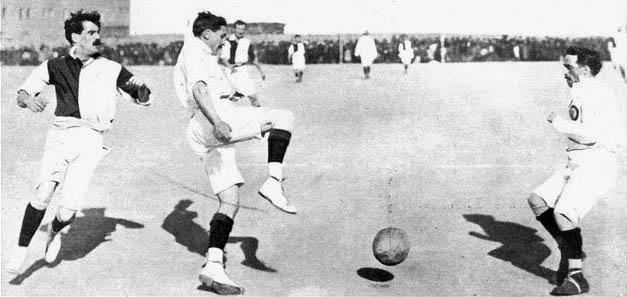
Transcurso de la final disputada frente a la plaza de toros (en primer término los hermanos Yarza, rivales aquel día.

La sexta edición del torneo estuvo salpicada por el caos y la polémica del año anterior. En vistas de una mejor organización a nivel nacional, los clubes más importantes del territorio intentaron crear un estamento federativo. La prensa fue recogiendo sus avances, que parecían ser fructíferos. Así, fueron surgiendo acuerdos como el de abandonar el novedoso sistema de la pasada edición de sistema de puntos por el más tradicional y vistoso cruce eliminatorio entre regiones hasta dilucidar a dos finalistas, y el de que la contienda por el título fuese en un sede previamente acordada que no fuera siempre Madrid. En vistas de ello, el tradicional organizador, Madrid Foot-Ball Club, cedió la potestad a la nueva Federación Española de Clubs de Foot-ball.
Los buenos augurios se torcieron durante el transcurso del torneo. El Athletic Club bilbaíno (participante entonces como Club Vizcaya), molesto con la actitud que había tenido el público madrileño e insatisfecho con la organización, se negó a participar en el campeonato de 1908, faltando por primera vez en su historia al certamen. Aún coleaba su derrota por 1-0 en la final, un resultado que impugnó en protesta por los hechos expuestos, y reclamando el título para sí, aunque sus alegatos no llegaron a prosperar. Con cada club remando en solitario hacia sus propios intereses en lugar del bien común, el Madrid F. C. contactó con el secretario federativo y del Foot-Ball Club Barcelona Udo Steinberg (ca) para corroborar si se haría cargo de la nueva edición del campeonato. La respuesta de Steinberg fue cristalina: «ni soy secretario ni existe una F.E. de C.F.; tan solo perdí mi tiempo redactando un esbozo de un reglamento que nunca se aplicó». La entidad madrileña se puso de nuevo al frente para intentar organizar un torneo a marchas forzadas y sin apenas tiempo tras el fracaso federativo.
Así las cosas, tras las correspondientes invitaciones, el resto de clubes de España declinó acudir a Madrid. La respuesta más esperada y que quizá hubiera sido crucial, resultó negativa: el campeón catalán, X Sporting Club, rechazó participar por tercera vez consecutiva debido a los costes económicos que suponía su desplazamiento a la capital, un motivo que la mayoría de clubes también argumentó, quizá como protesta de una nueva designación en Madrid. Al final del plazo, sólo dos equipos habían regularizado su inscripción: el campeón de Galicia, Vigo Foot-Ball Club, y el campeón de la región Centro, Madrid Foot-Ball Club. Así pues, la competición se limitó a un único choque entre vigueses y defensores del título en la más descafeinada edición de las hasta entonces disputadas.

## Final
El 12 de abril de 1908 se disputó la final y único partido del torneo de Copa de 1908 en el Campo del Madrid Foot-Ball Club, que, por las lluvias previas, se encontraba totalmente embarrado. El resultado del partido fue una ajustada victoria por 2-1 de los madrileños con goles de Antonio Neyra y Federico Revuelto. Por el equipo gallego acortó distancias Adolfo Posada.
Comúnmente se señala al estadio de O'Donnell como el recinto de esta final, y la de 1909, por una errónea interpretación de las crónicas de la época. Estas hablan del «Campo del Madrid Foot-Ball Club» y lo cierto es que los madrileños no tuvieron campo propio hasta que el citado O'Donnel se inauguró cuatro años más tarde, en 1912. Hasta entonces pagaba rentas para disputar sus encuentros como local en diversos terrenos de la capital, como el que acontece. En esos años estaba afincado en un terreno colindante a la Plaza de toros de Goya. Al no ser un recinto o estadio per se, era conocido por varios nombres, utilizado el de «Campo del Madrid Foot-Ball Club» cuando requería señalarse su «propietario». Esa acepción, que denota pertenencia, junto a la sí nomenclatura de «Campo» como tal del Estadio/Campo de O'Donnel perpetuaron la errata.
| 1  | POR | Lindsey              |  |
| 2  | DEF | José Ángel Berraondo |  |
| 3  | DEF | Edmundo Novoa        |  |
| 4  | MED | José María Aspiunza  |  |
| 5  | MED | Enrique Normand      |  |
| 6  | MED | Manuel Yarza         |  |
| 7  | DEL | Manuel Prast         |  |
| 8  | DEL | Antonio Neyra        |  |
| 9  | DEL | Federico Revuelto    |  |
| 10 | DEL | Cipriano Prada       |  |
| 11 | DEL | Pedro Parages        |  |

| 1  | POR | Raúl López        |  |
| 2  | DEF | Quincho Yarza     |  |
| 3  | DEF | Manuel Ocaña      |  |
| 4  | MED | César Rodríguez   |  |
| 5  | MED | Antonio Conde     |  |
| 6  | MED | Manuel Baraja     |  |
| 7  | DEL | Adolfo Posada     |  |
| 8  | DEL | Francisco Estévez |  |
| 9  | DEL | C. Were           |  |
| 10 | DEL | Nagel             |  |
| 11 | DEL | J. Rodríguez      |  |

| 41' · 2T' | Antonio Neyra Federico Revuelto | 1:0 2:0 |

| 81' | Posada | 2:1 |

| Principal | Ávalos |

| 1  | POR | Lindsey              |  |
| 2  | DEF | José Ángel Berraondo |  |
| 3  | DEF | Edmundo Novoa        |  |
| 4  | MED | José María Aspiunza  |  |
| 5  | MED | Enrique Normand      |  |
| 6  | MED | Manuel Yarza         |  |
| 7  | DEL | Manuel Prast         |  |
| 8  | DEL | Antonio Neyra        |  |
| 9  | DEL | Federico Revuelto    |  |
| 10 | DEL | Cipriano Prada       |  |
| 11 | DEL | Pedro Parages        |  |

| 1  | POR | Raúl López        |  |
| 2  | DEF | Quincho Yarza     |  |
| 3  | DEF | Manuel Ocaña      |  |
| 4  | MED | César Rodríguez   |  |
| 5  | MED | Antonio Conde     |  |
| 6  | MED | Manuel Baraja     |  |
| 7  | DEL | Adolfo Posada     |  |
| 8  | DEL | Francisco Estévez |  |
| 9  | DEL | C. Were           |  |
| 10 | DEL | Nagel             |  |
| 11 | DEL | J. Rodríguez      |  |

| 41' · 2T' | Antonio Neyra Federico Revuelto | 1:0 2:0 |

| 81' | Posada | 2:1 |

| Principal | Ávalos |

| 1  | POR | Lindsey              |  |
| 2  | DEF | José Ángel Berraondo |  |
| 3  | DEF | Edmundo Novoa        |  |
| 4  | MED | José María Aspiunza  |  |
| 5  | MED | Enrique Normand      |  |
| 6  | MED | Manuel Yarza         |  |
| 7  | DEL | Manuel Prast         |  |
| 8  | DEL | Antonio Neyra        |  |
| 9  | DEL | Federico Revuelto    |  |
| 10 | DEL | Cipriano Prada       |  |
| 11 | DEL | Pedro Parages        |  |

| 1  | POR | Raúl López        |  |
| 2  | DEF | Quincho Yarza     |  |
| 3  | DEF | Manuel Ocaña      |  |
| 4  | MED | César Rodríguez   |  |
| 5  | MED | Antonio Conde     |  |
| 6  | MED | Manuel Baraja     |  |
| 7  | DEL | Adolfo Posada     |  |
| 8  | DEL | Francisco Estévez |  |
| 9  | DEL | C. Were           |  |
| 10 | DEL | Nagel             |  |
| 11 | DEL | J. Rodríguez      |  |

| 41' · 2T' | Antonio Neyra Federico Revuelto | 1:0 2:0 |

| 81' | Posada | 2:1 |

| Principal | Ávalos |

| 1  | POR | Lindsey              |  |
| 2  | DEF | José Ángel Berraondo |  |
| 3  | DEF | Edmundo Novoa        |  |
| 4  | MED | José María Aspiunza  |  |
| 5  | MED | Enrique Normand      |  |
| 6  | MED | Manuel Yarza         |  |
| 7  | DEL | Manuel Prast         |  |
| 8  | DEL | Antonio Neyra        |  |
| 9  | DEL | Federico Revuelto    |  |
| 10 | DEL | Cipriano Prada       |  |
| 11 | DEL | Pedro Parages        |  |

| 1  | POR | Raúl López        |  |
| 2  | DEF | Quincho Yarza     |  |
| 3  | DEF | Manuel Ocaña      |  |
| 4  | MED | César Rodríguez   |  |
| 5  | MED | Antonio Conde     |  |
| 6  | MED | Manuel Baraja     |  |
| 7  | DEL | Adolfo Posada     |  |
| 8  | DEL | Francisco Estévez |  |
| 9  | DEL | C. Were           |  |
| 10 | DEL | Nagel             |  |
| 11 | DEL | J. Rodríguez      |  |

| 41' · 2T' | Antonio Neyra Federico Revuelto | 1:0 2:0 |

| 81' | Posada | 2:1 |

| Principal | Ávalos |

|                      |
| Campeón Madrid F. C. |
| 4.º título           |